# Steffen Jensen
Steffen Jensen (5 de diciembre de 1989) es un deportista danés que compitió en remo.
Ganó dos medallas de bronce en el Campeonato Mundial de Remo, en los años 2010 y 2011, y una medalla de plata en el Campeonato Europeo de Remo de 2010.

## Palmarés internacional
| Campeonato Mundial | Campeonato Mundial          | Campeonato Mundial | Campeonato Mundial  |
| Año                | Lugar                       | Medalla            | Prueba              |
| ------------------ | --------------------------- | ------------------ | ------------------- |
| 2010               | Cambridge (Nueva Zelanda)   | Medalla de bronce  | Cuatro scull ligero |
| 2011               | Bled (Eslovenia)            | Medalla de bronce  | Cuatro scull ligero |
| Campeonato Europeo |                             |                    |                     |
| Año                | Lugar                       | Medalla            | Prueba              |
| 2010               | Montemor-o-Velho (Portugal) | Medalla de plata   | Cuatro scull ligero |